# Werner X. Uehlinger
Werner Xaver Uehlinger (* 1935 in Reinach BL) ist ein Schweizer Platten-Produzent für Jazz und Avantgarde-Musik, Gründer von HatHut Records mit Hauptsitz in Basel.
Uehlinger kam als Hörer von AFN in den 1950er Jahren zum Jazz, als er an der Grenze zu Deutschland in der Schweiz lebte. Nach eigenen Worten waren Teile der Dial Records von Charlie Parker seine erste Jazzplatte, und später war  Charles Mingus und Cecil Taylor für ihn prägend. Ideen eine eigene Jazz-Plattenfirma zu gründen, kamen ihm 1974, als er eine LP von Joe McPhee finanzieren half, der zuvor seine letzte Platte in Eigenproduktion herausbringen musste. Er reiste dazu zu McPhee in die Nähe von New York, während er hauptberuflich noch als Marketing-Manager für Sandoz arbeitete. Daraus entstand 1975 das Label HatHut Records. Es folgten Musiker wie Steve Lacy und Milo Fine, später unter anderem Cecil Taylor, Anthony Braxton, Peter Brötzmann, das Vienna Art Orchestra, Misha Mengelberg, Joe Maneri, Matthew Shipp, Ran Blake, Theo Jörgensmann, Mike Westbrook. Uehlinger unternimmt auf seinem Label auch Re-Issues seltener Jazzplatten (wie Ne Plus Ultra von Warne Marsh) und Veröffentlichungen alter Radio-Mitschnitte.
Innerhalb Hat Hut sind die Sub-Labels hatOLOGY für Jazz und improvisierte Musik zuständig, hatArt für zeitgenössische Komponisten und hatNOIR für innovative Projekte. Es werden etwa 25 Alben im Jahr herausgebracht (bis 2000 rund 300). Bei den Alben wird großer Wert auf Begleittexte gelegt. Bis 2000 wurde die Arbeit des Labels von der Bank UBS gefördert.
1999 erhielt er den Kulturpreis der Stadt Basel.